# Спенсер (Тенеси)
Спенсер (енгл. Spencer) град је у америчкој савезној држави Тенеси.

## Демографија
По попису из 2010. године број становника је 1.601, што је 112 (-6,5%) становника мање него 2000. године.
| Група             | 2000.         | 2010.         |
| Белци             | 1.692 (98,8%) | 1.548 (96,7%) |
| Афроамериканци    | 4 (0,2%)      | 16 (1,0%)     |
| Азијати           | 1 (0,1%)      | 4 (0,2%)      |
| Хиспаноамериканци | 4 (0,2%)      | 9 (0,6%)      |
| Укупно            | 1.713         | 1.601         |